# Bruchia ravenelii
Bruchia ravenelii là một loài rêu trong họ Bruchiaceae. Loài này được Wilson ex Sull. mô tả khoa học đầu tiên năm 1856.